# Erytheem

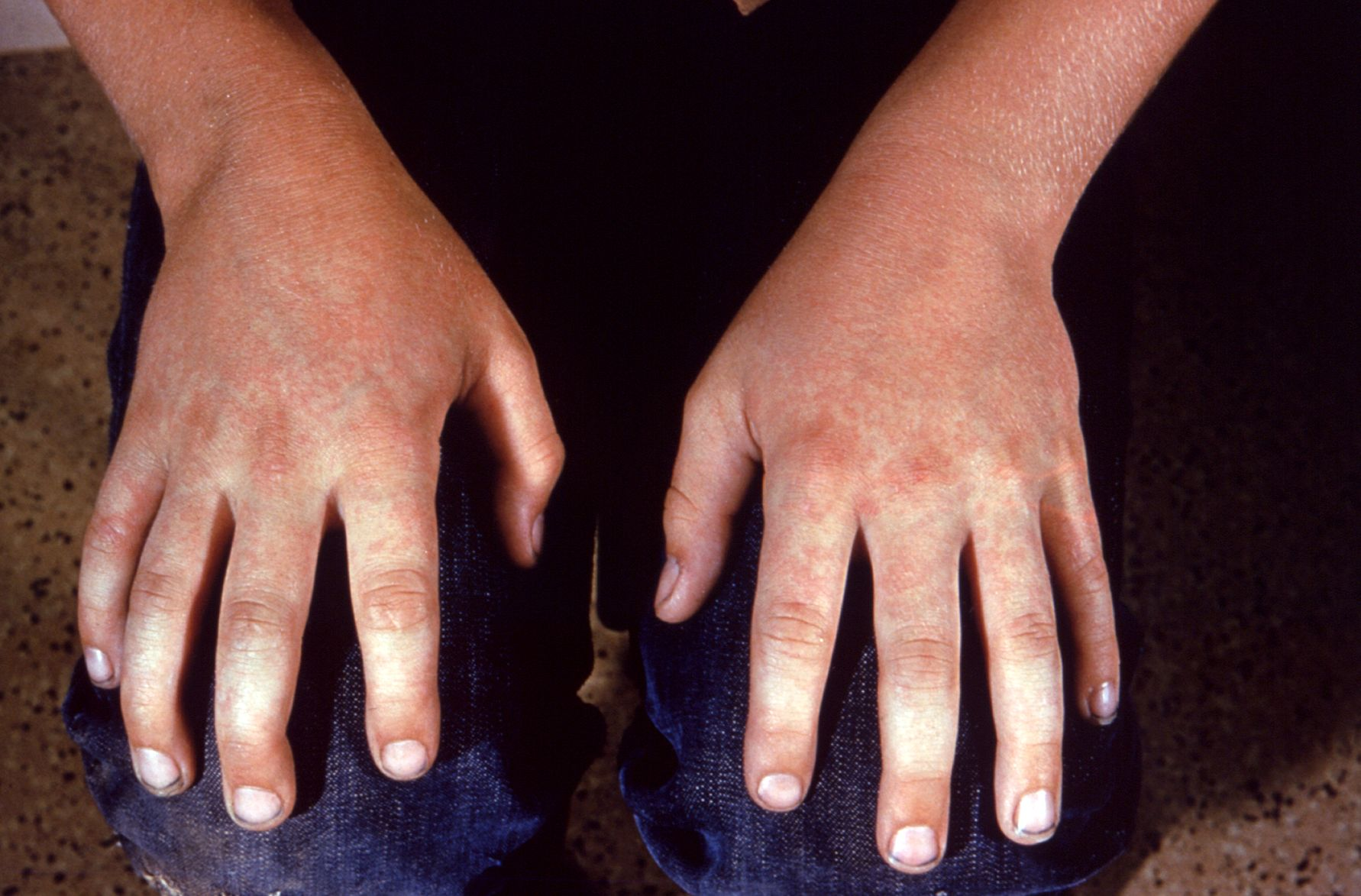
Handen van een kind met de Vijfde ziekte

Erytheem (naar het Griekse woord ἐρύθημα: roodheid) is de medische term voor een rode kleurverandering van de huid, ontstaan als gevolg van vaatverwijding.
Vaak is het aanwijzing voor een ontstekingsproces. Een infectie hoeft echter niet de oorzaak te zijn. Erytheem kan ook ontstaan door druk (bijvoorbeeld als gevolg van massage), elektrische behandelingen, inspanning of bij zonnebrand en ultraviolet licht. Al deze processen leiden tot verwijding van de kleine bloedvaatjes in de bovenste huidlagen, hetgeen de rode kleur veroorzaakt.

## Terminologie
- Bij diffuus erytheem is de huid egaal rood verkleurd. Maar bij sommige ziektebeelden treedt de roodheid op in grillige gevormde huidgebieden, dit wordt een gefigureerd erytheem genoemd.
- Als iemand helemaal rood is, is er sprake van een erytrodermie; zijn er enkele huidgebieden uitgespaard, dan wordt het sub-erytrodermie genoemd.
- Bij veel aandoeningen is de huid niet alleen rood, maar ook wat hobbelig. Dat wordt een maculopapuleus exantheem genoemd, oftewel een vlekkerige en hobbelige uitslag. Dat is een aspecifiek verschijnsel, wat veroorzaakt kan worden door reacties op geneesmiddelen of virusinfecties.

De term Erytheem komt veelvuldig voor in de (Latijnse) medische nomenclatuur.
- Erythema ab igne[2][1] (kachelbenen)
- Erythema anulare centrifugum[2][1]
- Erythema chronicum migrans[1] (bij lymeziekte)
- Erythema exsudativum multiforme[2][1]
- Erythema gyratum repens[1]
- Erythema infectiosum[1] (Vijfde ziekte)[1]
- Erythema marginatum[2][1]
- Erythema nodosum[2][1]
- Erythema nodosum leprosum[1]
- Erythema palmare[1]
- Erythema plantare[1]